# 268P/Bernardi
268P/Bernardi è una cometa periodica del Sistema solare, appartenente alla famiglia delle comete gioviane e scoperta il 1º novembre 2005 dall'Osservatorio di Mauna Kea (568) situato alle Hawaii dall'astronomo italiano Fabrizio Bernardi col telescopio franco-canadese-hawaiano di 3,6 metri di diametro.